# Gyüre
Gyüre là một thị trấn thuộc hạt Szabolcs-Szatmár-Bereg, Hungary. Thị trấn này có diện tích 15,87 km², dân số năm 2010 là 1229 người, mật độ 77 người/km².